# أبو بكر بن بوزيد
ولد يوم 20 مارس 1954 بعين البيضاء ولاية ام البواقي
تحصل سنة 1973 على شهادة الباكالوريا تخصص رياضيات تقنية من متقنة قسنطينة
توجه إلى الاتحاد السوفيتي آنذاك لاكمال دراسته العليا هناك بالمعهد المتعدد التقنيات باوديسا بسنت بترسبورغ اين تحصل سنة 1979 على شهادة مهندس في التصوير التكنولولجي، كما تحصل سنة 1981 على الماستر في العلوم وفي 1984 تحصل على PH.D وفس سنة 1985 تحصل على الدكتورا.
وبعد عودته إلى الجزائر أصبح أستاذ محاضرا تم بروفسورا سنة 1989 وبعدها عميدا لجامعة البليدة 1991
ليقتحم عالم السياسة بانضمامه إلى التجمع الوطني الديمقراطي ليدخل الحكومة سنة 1994 ولم يغادرها الي غاية 5/ 9/ 2012 باحتلاله منصب وزير التربية الوطنية.

## الوظائف التي شغلها
- 1993 إلى 1994 : وزير مكلف بالجامعات والبحث العلمي
- 1994 إلى 1997 : وزير التعليم العالي والبحث العلمي
- 1997 إلى 2002 : وزير التربية الوطنية
- 2002 إلى 2003 : وزير الشباب والرياضة
- 2003 إلى 2012: وزيرا للتربية الوطنية.
- 2012 اقالة بن بوزيد.

وتم تنحيته في 5/ 9/ 2012.